# 赛义德·艾哈默德·汗
赛义德·艾哈默德·汗爵士，KCSI，FRAS（英語：Sir Syed Ahmad bin Muttaqi Khan，也作赛义德·艾哈迈德·汗，1817年10月—1898年3月27日），通常称呼为“赛义德先生”，是印度伊斯蘭教实用主义者、伊斯兰改革者以及19世纪英属印度的哲學家。他的家族与莫卧儿帝国有着千丝万缕的联系，赛义德在那里学习了古兰经和科学，随后又赴爱丁堡大学学习法律。賽伊德對英國的印象十分深刻，認為印度與之相比實在是太過落後，而落後的原因一部分出自於穆斯林解釋伊斯蘭教的方式上太執著於迷信行為。
賽伊德認為，早期人類只有有限的知識來探索道德和倫理的問題，因此需要宗教來指導，但一切的道德倫理規範都是理性的，一但人發展出思考能力便可以用理性來發現真理。因此穆罕默德宣布他是最後一位先知，本意是說他已給人類帶來了能自行發展道德社群的工具。伊斯蘭是最後的神啟宗教，正正是因為它開啟了以理性為基礎的時代。